# Szerencsés Dániel
A Szerencsés Dániel 1982-ben forgatott, 1983-ban bemutatott 89 perces színes magyar filmdráma, mely Mezei András írása nyomán készült. Az 1956-ban játszódó mű központi motívuma a „Menni vagy maradni?” kérdése.

## Történet
|  | Alább a cselekmény részletei következnek! |

1956 decemberében járunk. A forradalmat leverték, sokan nem találják helyüket az országban, a folytatást külföldön képzelik el. Az ifjú Dani szerelme, Mariann is távozni készül családjával. A fiúnak azt írja: „Gyere utánam!”. Dani barátjával, Angeli Gyurival útnak indul a határ felé. Már a Keleti pályaudvaron feltűnik egy „gyanús figura”, Kapás Iván.
Az emberekkel zsúfolt vonaton mindenféle alakok: menekülők, árulók, egyszerű utasok is felbukkannak. Sokukat újra látjuk abban a vidéki hotelben, ahol a disszidensek várják az embercsempészt. Dani ott fut össze szerelmével és annak családjával, ám a szülők lenézik, mert nincs pénze. Közben Gyuri eltűnik. A városka garázsában dolgozik évek óta nem látott apja, akit „befizet” a külföldi útra.
A szállodában féktelenül ünneplő tömegben drámai találkozás zajlik le: Kapás és Gyuri apja közötti régi konfliktusra derül fény. Mindketten a kommunistákat szolgálták, de Kapás feljelentette és börtönbe juttatta az idősebb Angelit. Kapást ÁVO-s múltja miatt néhány vendég összeveri az udvaron. Gyuri és apja megmentik, de az indulatok nem csitulnak: Gyuri fegyvert fog apjára, aki így reagál: „Na takarodj ebből az országból… de nélkülem, Gyuri!” Amikor az embercsempész teherautói megérkeznek a disszidensekért, sem Gyuri, sem Dani nem tartanak velük. Hazaindulnak Pestre, ám Gyuri hirtelen kiugrik a robogó vonatból, és halálra zúzza magát.
|  | Itt a vége a cselekmény részletezésének! |

## Szereplők
| Szereplő                  | Színész         |
| ------------------------- | --------------- |
| Szerencsés Dániel (Dani)  | Rudolf Péter    |
| Angeli György (Gyuri)     | Zsótér Sándor   |
| Erdélyi Sándor            | Garas Dezső     |
| Erdélyi felesége          | Törőcsik Mari   |
| Erdélyi Mariann           | Szerb Katalin   |
| Dani édesanyja            | Margitai Ági    |
| Dani nagyapja             | Major Tamás     |
| Kapás Iván                | Kern András     |
| Gyuri apja                | Bodrogi Gyula   |
| Gyuri anyja               | Földi Teri      |
| Gyuri mostohaapja         | Gosztonyi János |
| Gyuri barátja             | Nemcsák Károly  |
| Terhes nő                 | Takács Katalin  |
| A terhes nő férje         | Fazekas István  |
| Varrónő                   | Földessy Margit |
| A varrónő férje           | Végvári Tamás   |
| Menyasszony               | Egri Kati       |
| Vőlegény                  | Halmágyi Sándor |
| Özvegy                    | Tóth Enikő      |
| Fáradt férfi              | Nagy Zoltán     |
| Öregasszony               | Patkós Irma     |
| Bakosné                   | Temessy Hédi    |
| Bakosné lánya             | Gór Nagy Mária  |
| Férfi a vonaton           | Papp Zoltán     |
| Igazoltató a vonaton      | Ujlaki Dénes    |
| Igazoltató a vonaton      | Hollósi Frigyes |
| Vörös hajú nő             | Voith Ági       |
| A vörös hajú nő szeretője | Epres Attila    |
| Marcika                   | Szász János     |
| Részeg férfi              | Gáti Oszkár     |
| Részeg férfi              | Kertész Péter   |
| Énekesnő a szállodában    | Kishonti Ildikó |
| Férfi a szállodában       | Fonyó István    |
| Férfi a szállodában       | Kun Vilmos      |
| Férfi a szállodában       | Téri Sándor     |
|                           | Almási Albert   |
|                           | Bódis Irén      |
|                           | Bökönyi Laura   |
|                           | Fekete András   |
|                           | Jeney István    |
|                           | Kálmán Márton   |
|                           | Koós Olga       |
|                           | Pusztai Péter   |
|                           | Radó Béla       |
|                           | Sipos László    |
|                           | Surányi Imre    |
|                           | Vas Iván Zoltán |

## Díjak
- Cannes, 1983 : FIPRESCI-díj : Sándor Pál[3]
- Magyar Játékfilmszemle, 1983 : fődíj
- Magyar Filmkritikusok díja, 1984 : legjobb férfi alakítás (Bodrogi Gyula)

## Tartalmi ismertetések
- Szerencsés Dániel. Filmévkönyv 1982 : a magyar film egy éve. Budapest : Magyar Filmtudományi Intézet és Filmarchívum, 1983., pp. 48-51.

## Fogadtatása
A filmről írt kritikák zöme pozitívan értékelte a művet. Horgas Béla, aki hasonló korú volt '56-ban, mint Angeli Gyuri, külön kiemelte a „megformálás és a kimondás” sikerét. Dicsérte Bodrogi Gyula alakítását, a Kern András által játszott Kapás figuráját viszont „kevésbé sikerült”-nek tartja. Pozitívan említi Ragályi Elemér operatőri munkáját. Almási Miklós írása a film legfőbb erényének azt tartja, hogy megválaszolja a „miért maradtunk” kérdését. Kapást ő is kidolgozatlan szereplőnek tartja, Kern alakítását viszont nagyszerűnek minősíti. Kifogásolja, hogy a film szerkezetén nem dolgoztak eleget az alkotók, így „nincs benne annyi művészi robbanóerő, mint amennyit a téma, sőt a fabula és elbeszélésmód ígér”. A Dunántúli Napló kritikusa, Bodó László tetszését már kevésbé nyerte el az alkotás. Sablonosnak, „mintha-filmnek” minősíti. Kifogásolja, hogy a főhős nem néz szembe zsidó származásával. A Délmagyarországban Domonkos Lajos ezzel szemben „az életmű csúcsának” nevezi Sándor Pál munkáját, mely „időnként lebilincselő minőséget hoz létre”. Zöldi László a Népszabadság hasábjain azt írja: „annyira magával ragadó a rendezői látomás, hogy szinte minden egyes mozzanata képzettársításokat vált ki”. Mindössze egy kis szertelenséget, elfogultságot kér számon; ha ezek benne lennének, a remekművek közé sorolná a filmet.

## Kritikák
- Almási Miklós : Határátmenetek. Filmvilág, 1983/3., pp. 20-21.
- Bodó László : Egy velszi 56-ban?. Dunántúli Napló, 1983. március 12., p. 13.
- BSE : Szerencsés Dániel. Békés Megyei Népújság, 1983. május 1., p. 6.
- Csontos Károly : Szerencsés Dániel. Tolna Megyei Népújság, 1983. március 29., p. 4.
- Domonkos Lajos : Szerencsés Dániel. Délmagyarország, 1983. március 10., p. 5.
- (enagy) : Szerencsés Dániel. Dolgozók Lapja, 1983. március 24., p. 4.
- Gantner Ilona : Szerencsés Dániel. Népszava, 1983. március 10., p. 6.
- H. K. : Szerencsés Dániel. Csongrád Megyei Hírlap, 1983. március 10., p. 4.
- Hegyi Gyula : Szerencsés Dániel. Magyar Hírlap, 1983. március 10., p. 6.
- Horgas Béla : A jajgatás értelme : Sándor Pál: Szerencsés Dániel. Filmkultúra, 1983/1., pp. 46-52.
- Kőháti Zsolt : Szerencsés Dániel. Kritika, 1983/3., p. 35.
- L. L. : Szerencsés-e Dániel? Somogyi Néplap, 1983. március 8., p. 8.
- Pécsi István : Szerencsés Dániel : új magyar film. Népújság, 1983. március 27., p. 4.
- Székely Gabriella : Mikulás 1956-ban : színes magyar film: Szerencsés Dániel. Új Tükör, 1983/11., p. 29.
- – ti – : Szerencsés Dániel. Szolnok Megyei Néplap, 1983. március 20., p. 5.
- Vértessy Péter : Szerencsés Dániel : Sándor Pál alkotása. Magyar Nemzet, 1983. március 10., p. 4.
- Zöldi László : Szerencsés Dániel. Népszabadság, 1983. március 10., p. 7.

## Érdekességek
- Riport a forgatásról: Friss Róbert : Amíg a film elkészül. Népszabadság, 1982. március 12., p. 8.
- Tudósítás premier előtti vetítésről: Új magyar filmek klubja : Szerencsés Dániel. Dunántúli Napló, 1982. december 11., p. 12.
- A film DVD-kiadása 2007. október 31-én[8] jelent meg a Magyar Filmek Gyűjteménye sorozat 24. részeként. Specifikációi: Hang: magyar 2.0 ; Felirat: magyar ; Képarány: 1,37:1 (4:3). Extrák: Exkluzív interjúk a film megjelenése alkalmából (2007): Sándor Pál, a film rendezője pályájáról és filmjeiről; Sándor Pál a film forgatásáról; Rudolf Péter; Zsótér Sándor.[9]